# Christopher Tin
Christopher Chiyan Tin (Redwood City, California, Estados Unidos, 21 de mayo de 1976) es un compositor estadounidense de bandas sonoras para películas y videojuegos.  Su trabajo es principalmente orquestral y coral, a menudo con influencia de música de distintas partes del mundo.  Ha ganado dos Premios Grammy por su álbum Calling All Dawns.
La obra más famosa de Tin es su pieza coral Baba Yetu, BSO del videojuego Sid Meier's Civilization IV, la cual se convirtió en la primera canción compuesta para un videojuego ganadora de un Premio Grammy, en 2011. El logro de este Grammy supuso un hito para la música de videojuegos, siendo muy bien aceptada por la crítica y reconociéndola como una forma legítima de arte, también The Recording Academy decidió ser más inclusiva con canciones de videojuegos.
En 2016 compuso la banda de sonido para el videojuego Sid Meier's Civilization VI (que se lanzó al mercado en octubre de ese año), en donde se destaca la canción principal Sogno Di Volare.

## Infancia y educación
Christopher Tin se crio en Palo Alto, California, hijo de padres inmigrantes de Hong Kong. Se graduó en la Universidad de Stanford y durante un breve periodo fue alumno de intercambio en Oxford. Doble grado en composición musical y literatura inglesa, y en Historia del Arte.  Durante este periodo él suplementó sus estudios clásicos participando en varios grupos de estudiantes de jazz, teatro musical, y música del mundo. Se graduó en 1998, recibiendo Matrícula de Honor, y continuó estudiando en Stanford, graduándose en Humanidades en 1999.
En 1999 fue admitido en la Royal College of Music, en Londres, donde recibió una beca Fulbright. Allí estudió composición con Joseph Horovitz y orquestación con Julian Anderson, así como dirección orquestral con Neil Thomson. Se graduó con distinciones, también ganó el Premio de Composición de Joseph Horovitz como el estudiante con mejores notas de su curso.